# Beautiful Monster
«Beautiful Monster» —en español: «Monstruo Hermoso»— es una canción del cantante estadounidense Ne-Yo incluido en su cuarto álbum de estudio, Libra Scale. La canción fue lanzada a través de iTunes como primer sencillo del álbum el 8 de junio de 2010. La canción fue escrita por Ne-Yo, Stargate y Sandy Vee, y fue producido por estos dos últimos. Es una canción dance uptempo, incluidas las influencias de diferentes estilos musicales, entre ellos Europea. La canción ha recibido buena acogida inicial por parte de los críticos, con la voz de Ne-Yo siendo comparada con el estilo vocal de Michael Jackson.

## Composición
La canción es una grabación dance-uptempo , que contiene elementos del new rave, Europop, e influencias de Ibiza; con la voz de R&B característica de  Ne-Yo sobre sonidos bailables intermitentes. La canción ha sido comparada con el también sonido característico de Michael Jackson, específicamente "los coros y las toma de aliento sonoro" que incluye Ne-Yo en partes de la canción, de acuerdo con Bill Lamb de About.com. Alistair Dickinson de PopMatters dijo "los lamentos y gritos Michael Jackson que emplea Ne-Yo en la canción, dan fe de que la influencia de "El Rey" aún están en plena vigencia".  
La canción se compone de "líneas de teclado fuera de trance y un "toque de tambor palpitante"; el cual August Brown de The Los Angeles Times comparó con el sonido "tópico y sonoro" del trabajo de Lady Gaga en The Fame Monster; pero en concreto la base y el contenido lírico de "Bad Romance" y "Monster".
Mientras tanto, el propio Ne-Yo describió el fondo lírico de la canción al conocido escritor inglés de R&B Pete Lewis, así: "La canción en sí es una pequeña pieza de un rompecabezas mucho más grande en que el álbum se trata de -. Escala Libra - se basa en este cuento que escribí, que básicamente sigue estos tres personajes que se ven obligados a elegir entre el dinero-poder y de la fama contra el amor... "y la canción "Beautiful Monster" en realidad representa el estado mental del hombre de la historia cada vez que entra en contacto con su interés amoroso/némesis. Cuyo nombre es Diamond Eye, y quien es realmente mejor descrita como "un monstruo hermoso"! Ya sabes!, Ella es la fruta prohibida, ella es la chica que sabes que va a ser nada más que problemas...Pero -como es tan fascinante- tanto que literalmente podría costarte la vida; tu todavía no te puedes resistir a su aura. Que es donde viene el gancho: 'Ella es un monstruo, un monstruo hermoso, pero no me importa"!.

## Recepción Crítica
Agust Brown de The Los Angeles Times elogió la canción, llamándola " el esfuerzo más sugerente" del artista; y la voz de Ne-Yo, afirmando que "ningún cantante pop masculino acercado a T-Pain puede apilar mejores armonías hoy en día...". Sin embargo, Brown comentó que, "Ne-Yo es mejor en la escritura de canciones oscuras o con toques siniestros que en la realización de estas... Él es demasiado chico bueno, como para realmente hacer el rol de freaky y poseído amante".
Bill Lamb de About.com favoreció el "burbujeante Euro-disco sentir" de la pista, y comentó que: "También se siente como si el fantasma de Michael Jackson nunca se aleja de la música de Ne-Yo". Alistair Dickinson de PopMatters también dio a la canción una revisión positiva, comparándolo con Michael Jackson. Brad Wete de Entertainment Weekly comparó la canción con el anterior éxito de Ne-Yo "Closer", afirmando que "la marca de R&B progresivo de Ne-Yo ha sido su gancho ganador por lejos. 'Monster' ha de ser una bestia, también".
Aunque Mariel Concepción de Billboard dijo que la canción no cuenta con el lirismo de las canciones pasadas de Ne-Yo, pero la "línea baja de golpes de ritmo junto con la voz suave del cantante y compositor se mezclan genialmente para hacer una combinación perfecta de un hit en ascenso para este verano".

## Rendimiento Comercial
"Beautiful Monster" fue de mayor éxito en el Reino Unido que en cualquier otro mercado musical, donde se convirtió en el tercer sencillo de Ne-Yo en posicionarse en la lista de los diez sencillos más populares del Reino Unido, alcanzando la posición número uno; después de "So Sick", en marzo de 2006 y "Closer" en junio de 2008. También alcanzó la lista de los diez más populares en Japón e Irlanda, y logró un éxito moderado en otros mercados internacionales, tales como Corea del Sur e Italia, donde también alcanzó la lista de los diez más populares, convirtiéndose en la mayor entrada Ne-Yo en ambos mercados. Fue certificado Platino en Italia por ventas superiores a las 30.000 unidades. 
En los EE. UU., sin embargo, ni siquiera logró romper el top 50 del Billboard Hot 100, alcanzando el número cincuenta y dos y la posición sesenta y uno en la lista Hot R&B/Hip-Hop Songs de ese país. En este mercado, el más importante de la música contemporánea, no pudo igualar el éxito de los principales singles de sus tres álbumes anteriores, "So Sick", "Because of You" y "Closer", los cuales todos llegaron al top 10 de dicha lista.

## Video musical
El video de "Beautiful Monster" se estrenó el 14 de julio de 2010, junto con el video de "Champagne Life". El video comienza en un callejón donde Ne-Yo canta el primer verso mientras se voltea hacia un taxi con poderes misteriosos. Entonces, muchachos vestidos de blanco se le acercan con ojos blancos monstrousos, en su baile izquierda y Ne-Yo los lleva a cabo durante el estribillo. Después de un chico vuela en el aire, Ne-Yo salta a la alfombra rosada que lleva a un club donde 4 personas se ven a bailar y al final de la segunda estrofa, se congela el club y Ne-Yo se quedó allí. Como el segundo coro comienza, las 4 personas con una mirada monstorus (igual que la gente en trajes blancos a principios de la primera estrofa del vídeo) comienzan a bailar y utilizan sus poderes para lanzar Ne-Yo en la habitación de al lado. Al final del video, Ne-Yo ve a una mujer con los ojos del monstruo blanco (lo que significa ser un monstruo bello) comienza mirando a Ne-Yo con dos guardaespaldas a su lado y luego, la gente se presenta a bailar con Ne-Yo como la fundidos de salida de vídeo en blanco.

## Lista de canciones
- Descarga digital

1. "Beautiful Monster" – 4:11

- Sencillo CD Alemania

1. "Beautiful Monster" (Album Version) – 4:12
2. "Beautiful Monster" (Mixin Marc & Tony Svejda Remix Edit) – 4:11

- Descarga digital (The Remixes)

1. "Beautiful Monster" (Mixin Marc & Tony Svejda Remix Edit) – 4:11
2. "Beautiful Monster" (Tony Moran & Warren Rigg Save The Soul Edit) – 4:33
3. "Beautiful Monster" (Low Sunday Terrified Edit) – 4:24
4. "Beautiful Monster" (Mixin Marc & Tony Svejda Remix Extended) – 6:36
5. "Beautiful Monster" (Tony Moran & Warren Rigg Save The Soul Club) – 9:43
6. "Beautiful Monster" (Low Sunday Terrified Club) – 7:22
7. "Beautiful Monster" (Mixin Marc & Tony Svedja Remix Instrumental) – 6:36
8. "Beautiful Monster" (Tony Moran & Warren Rigg Save The Soul Anthem Dub) – 9:43
9. "Beautiful Monster" (Low Sunday Terrified Dub) – 8:00

## Posicionamiento en listas y certificaciones
| Lista (2010)                           | Mejor posición |
| -------------------------------------- | -------------- |
| Alemania (Offizielle Deutsche Charts)  | 13             |
| Austria (Ö3 Austria Top 40)            | 20             |
| Bélgica (Flandes) (Ultratop 50)        | 16             |
| Bélgica (Valonia) (Ultratop 50)        | 13             |
| Canadá (Canadian Hot 100)              | 40             |
| Corea del Sur (GAON)                   | 3              |
| Dinamarca (Tracklisten)                | 39             |
| Escocia (Scottish Singles Sales Chart) | 2              |
| Eslovaquia (Rádio Top 100)             | 11             |
| Estados Unidos (Billboard Hot 100)     | 53             |
| Estados Unidos (Hot R&B/Hip-Hop Songs) | 61             |
| Estados Unidos (Mainstream Top 40)     | 26             |
| Estados Unidos (Hot Dance Club Songs)  | 1              |
| European Hot 100                       | 7              |
| Finlandia (OFC)                        | 14             |
| Francia (SNEP Download Chart)          | 50             |
| Hungría (Single Top 40)                | 9              |
| Hungría (Rádiós Top 40)                | 19             |
| Israel (Media Forest)                  | 1              |
| Italia (FIMI)                          | 3              |
| Japón (Japan Hot 100)                  | 6              |
| Nueva Zelanda (Recorded Music NZ)      | 20             |
| Países Bajos (Dutch Top 40)            | 25             |
| Reino Unido (UK Singles Chart)         | 1              |
| República Checa (Rádio Top 100)        | 40             |
| Suecia (Sverigetopplistan)             | 51             |
| Suiza (Schweizer Hitparade)            | 15             |

| País   | Organismo certificador | Certificación    | Ventas |
| ------ | ---------------------- | ---------------- | ------ |
| Italia | FIMI                   | Disco de Platino | 30.000 |

### Sucesión en listas
| Predecesor: «All Time Low» de The Wanted   | UK Singles Chart — Sencillo Nro 1 8 de agosto de 2010 — 14 de agosto de 2010          | Sucesor: «Club Can't Handle Me» de Flo Rida con David Guetta |
| Predecesor: «Wouldnit (I'm a Star)» de Ono | Hot Dance Club Play — Sencillo número uno 2 de octubre de 2010 — 8 de octubre de 2010 | Sucesor: «You Lost Me» de Christina Aguilera                 |